# Biá
Biá (latinsky Bia) je v řecké mytologii dcerou Titána Pallanta a jeho manželky Stygy.

## Charakteristika
Biá a její sourozenci Kratos a Zélos jsou personifikované vlastnosti nejvyššího boha Dia. Jsou na Olympu stále přítomni vedle jeho nebeského trůnu, podobni okřídleným andělům. Tuto trojici doplňuje ještě Níké, která je ovšem označována jako bohyně.
Biá zosobňuje ohromnou fyzickou sílu, nátlak a neodbytné nutkání, zejména k násilí. Vyzařuje z ní myšlenková i citová prudkost, divokost a krutost.

## Biá v literatuře
Podle Aischylovy tragédie Prométheus přivlekli Kratos a Bia (v českém překladu Moc a Síla) na příkaz Dia Prométhea na kavkazskou skálu, kam ho Héfaistos přikoval (viz též vyobrazení v infoboxu).